# Oluf Berntsen
Oluf Christian Berntsen (ur. 5 listopada 1891 w Kopenhadze, zm. 26 czerwca 1987) – szermierz reprezentujący Danię, uczestnik letnich igrzysk olimpijskich w 1912 roku.
Był synem premiera Danii Klausa Berntsena. Jego brat Aage Berntsen również reprezentował Danię w szermierce podczas letnich igrzysk olimpijskich 1920.